# Масловский, Владимир Анатольевич
Владимир Анатольевич Масловский (бел. Уладзімір Анатолевіч Маслоўскі; род. 20 декабря 2000, Минск) — белорусский футболист, полузащитник клуба «Ислочь».

## Карьера

### «Сморгонь»
Воспитанник клуба «Энергетик-БГУ», в 2019 году стал выступать за дублирующий состав клуба. Летом 2019 года  отправился в аренду до конца сезона в «Сморгонь». Дебютировал за клуб 8 июня 2019 года в матче против гомельского «Локомотива». Вскоре закрепился в основной команде клуба, однако оставался игроком замены. Всего за время арендного соглашения сыграл в 14 матчах во всех турнирах. По окончании аренды покинул клуб.
В январе 2020 года вернулся в клуб, подписав полноценный контракт. Первый матч в сезоне сыграл 18 апреля 2020 года против речицкого «Спутника», выйдя на замену на 62 минуте. Закрепился в основной команде, став одним из ключевых игроков стартового состава. Дебютный гол за клуб забил 17 октября 2020 года в матче против светлогорского «Химика». По итогу сезона вместе с клубом заняли итоговое 6 место чемпионата.
Сезон 2021 года вместе начинал в Высшей лиге, куда клуб был повышен. Дебютировал в чемпионате 13 марта 2021 года в матче против «Энергетика-БГУ», выйдя на замену на 80 минуте. Оставался преимущественно игроком запаса. В июле 2021 года покинул клуб. Вторую половину сезона футболист провёл в минском клубе БГУ, вместе с которым выступал во Второй лиге и вместе с которым занял 5 итоговое место, где сам футболист отличился 7 забитыми голами.

### «Молодечно-2018»
В начале 2022 года футболист начал тренироваться с клубом «Молодечно-2018». В апреле 2022 года официально попал в заявку клуба на сезон. Дебютировал за клуб 9 апреля 2022 года в матче против «Островца», выйдя в стартовом составе и проведя на поле все 90 минут. Дебютный гол за клуб забил 15 мая 2022 года в матче против «Барановичей». По ходу сезона футболист закрепился в основной команде клуба, отличившись за сезон 5 забитыми голами и результативной передачей, чем по итогу помог самому клубу закрепиться в Первой лиге.
В январе 2023 года футболист продлил контракт с клубом. Первый матч в новом сезоне футболист сыграл 2 апреля 2023 года против гомельского «Локомотива», выйдя на поле в стартовом составе. Первым результативным действием за клуб в сезоне футболист отличился 25 июня 2023 года в матче против «Жодино-Южное», отдав голевую передачу. Первыми голами в сезоне футболист отличился 11 августа 2023 года в матче против гомельского «Локомотива», оформив хет-трик и также отличившись голевой передачей. На протяжении сезона футболист оставался в клубе одним из ключевых игроков, отличившись 3 забитыми голами и 5 результативными передачами.

### «Ислочь»
В январе 2024 года футболист проходил просмотр в «Ислочи». В феврале 2024 года футболист официально перешёл в клуб, с которым подписал двухлетний контракт. Дебютировал за клуб футболист 3 марта 2024 года в четвертьфинальном матче Кубка Беларуси против «Витебска», выйдя на замену на 91 минуте. По окончании сезона 2024 года расстался с «Ислочью» и вернулся в «Сморгонь», подписав контракт до конца 2025 года.